# Lengua de señas ucraniana

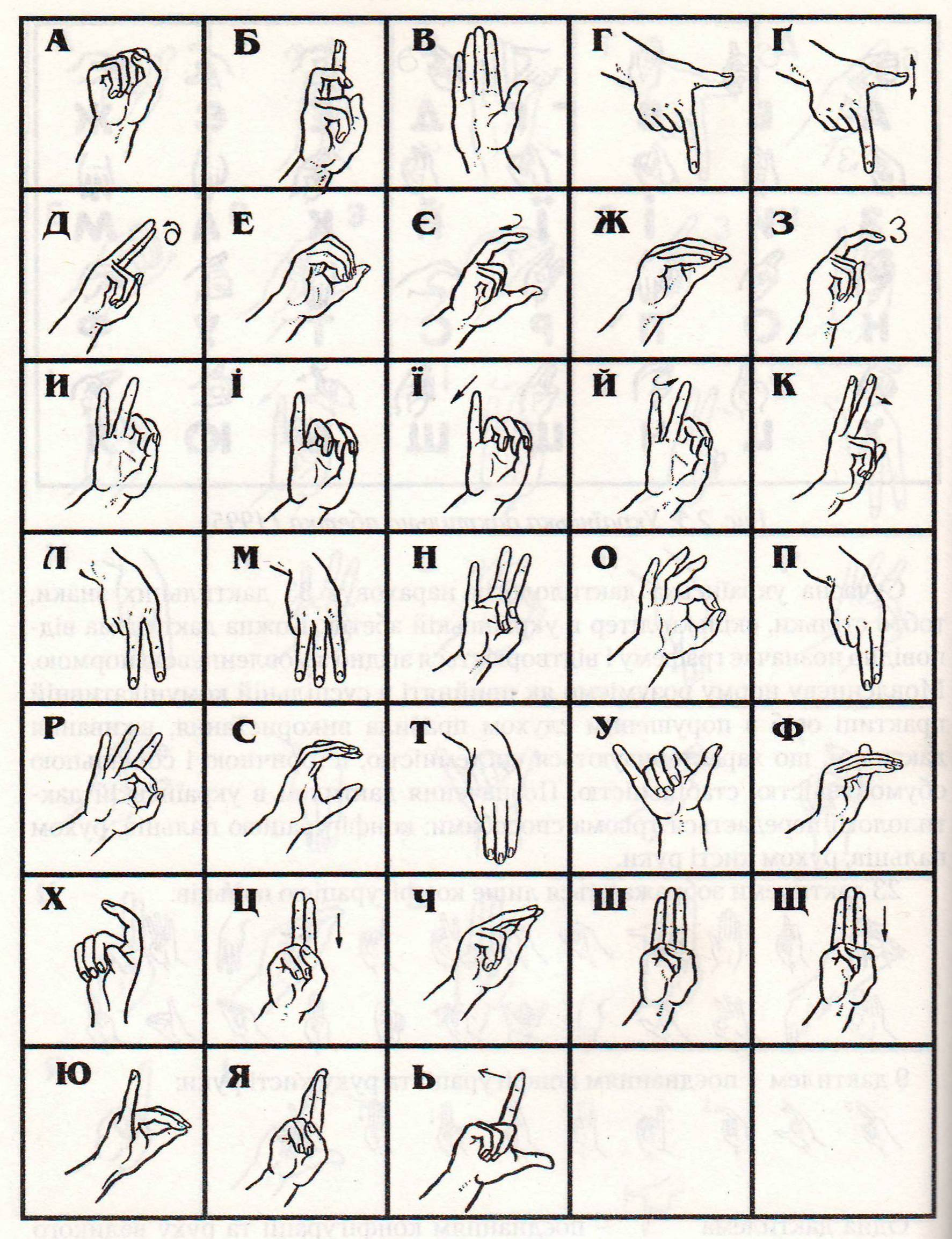
Alfabeto manual ucraniano.

La lengua de señas ucraniana (en ucraniano: Українська жестова мова o УЖМ) es la lengua de señas de las personas sordas en Ucrania. Pertenece a la familia de la lengua de señas francesa. Según datos del año 2008, tiene unos 54 000 usuarios.
El interés por esta lengua aumentó en forma explosiva en 2014 a raíz del estreno de la película ucraniana La tribu, en la cual los actores se comunican en esta lengua de signos sin recurrir a ningún diálogo hablado.